# Колледимедзо
Колледиме́дзо, Колледимеццо (итал. Colledimezzo) — коммуна в Италии, расположена в регионе Абруццо, подчиняется административному центру Кьети.
Население составляет 562 человека (на 2006 г.), плотность населения составляет 53 чел./км². Занимает площадь 11 км². Почтовый индекс — 66040. Телефонный код — 0872.
Покровителем населённого пункта считается святой Рох.